# لیگ جهانی والیبال ۲۰۰۰
لیگ جهانی والیبال ۲۰۰۰ یازدهمین دوره مسابقات لیگ جهانی والیبال می‌باشد که از ۲۶ مه تا ۱۱ ژوئیه در ۱۲ کشور برگزار شد. دور نهایی به میزبانی روتردام، هلند برگزار شد.

## گروه‌بندی
| گلدان A                                | گلدان B                      | گلدان C                                        |
| -------------------------------------- | ---------------------------- | ---------------------------------------------- |
| آرژانتین · کانادا · ایتالیا · یوگسلاوی | کوبا · فرانسه · هلند · روسیه | برزیل · لهستان · اسپانیا · ایالات متحده آمریکا |

## دور نخست

### گروه A
| تیم      | بازی | برد | باخت | ست برده | ست باخته | امتیاز |
| -------- | ---- | --- | ---- | ------- | -------- | ------ |
| یوگسلاوی | ۱۲   | ۹   | ۳    | ۳۲      | ۱۵       | ۲۱     |
| ایتالیا  | ۱۲   | ۸   | ۴    | ۲۸      | ۲۳       | ۲۰     |
| آرژانتین | ۱۲   | ۴   | ۸    | ۲۳      | ۲۸       | ۱۶     |
| کانادا   | ۱۲   | ۳   | ۹    | ۱۵      | ۳۲       | ۱۵     |

### گروه B
| تیم    | بازی | برد | باخت | ست برده | ست باخته | امتیاز |
| ------ | ---- | --- | ---- | ------- | -------- | ------ |
| روسیه  | ۱۲   | ۹   | ۳    | ۳۱      | ۱۴       | ۲۱     |
| فرانسه | ۱۲   | ۷   | ۵    | ۲۴      | ۲۱       | ۱۹     |
| کوبا   | ۱۲   | ۵   | ۷    | ۲۱      | ۲۴       | ۱۷     |
| هلند   | ۱۲   | ۳   | ۹    | ۱۳      | ۳۰       | ۱۵     |

هلند واجد شرایط برای حضور در دور ۶ تیم نهایی به عنوان میزبان

### گروه C
| تیم                 | بازی | برد | باخت | ست برده | ست باخته | امتیاز |
| ------------------- | ---- | --- | ---- | ------- | -------- | ------ |
| ایالات متحده آمریکا | ۱۲   | ۱۰  | ۲    | ۳۱      | ۱۵       | ۲۲     |
| برزیل               | ۱۲   | ۸   | ۴    | ۲۸      | ۱۶       | ۲۰     |
| لهستان              | ۱۲   | ۵   | ۷    | ۲۱      | ۲۴       | ۱۷     |
| اسپانیا             | ۱۲   | ۱   | ۱۱   | ۹       | ۳۴       | ۱۳     |

## دور نهایی
- میزبان:  روتردام اهوی، روتردام، هلند

|  | واجد شرایط برای حضور در رقابت نهایی    |
|  | واجد شرایط برای حضور در رقابت مکان سوم |

|      |                     |          | مسابقات | مسابقات | ست‌ها | ست‌ها | ست‌ها  | امتیازها | امتیازها | امتیازها |
| رتبه | تیم                 | امتیازها | برد     | باخت    | برد  | باخت | نسبت  | برد      | باخت     | نسبت     |
| ---- | ------------------- | -------- | ------- | ------- | ---- | ---- | ----- | -------- | -------- | -------- |
| ۱    | ایتالیا             | ۹        | ۴       | ۱       | ۱۳   | ۸    | ۱٫۶۲۵ | ۴۶۰      | ۴۶۲      | ۰٫۹۹۶    |
| ۲    | روسیه               | ۸        | ۳       | ۲       | ۱۳   | ۷    | ۱٫۸۵۷ | ۴۵۴      | ۴۱۳      | ۱٫۰۹۹    |
| ۳    | یوگسلاوی            | ۸        | ۳       | ۲       | ۱۱   | ۸    | ۱٫۳۷۵ | ۴۴۰      | ۴۰۳      | ۱٫۰۹۲    |
| ۴    | برزیل               | ۷        | ۲       | ۳       | ۸    | ۱۱   | ۰٫۷۲۷ | ۴۱۴      | ۴۲۱      | ۰٫۹۸۳    |
| ۵    | هلند                | ۷        | ۲       | ۳       | ۷    | ۱۲   | ۰٫۵۸۳ | ۴۰۹      | ۴۳۵      | ۰٫۹۴۰    |
| ۶    | ایالات متحده آمریکا | ۶        | ۱       | ۴       | ۸    | ۱۴   | ۰٫۵۷۱ | ۴۷۲      | ۵۱۵      | ۰٫۹۱۷    |

| تاریخ    |                     | نتیجه |                     | ست ۱  | ست ۲  | ست ۳  | ست ۴  | ست ۵  | مجموع   |
| -------- | ------------------- | ----- | ------------------- | ----- | ----- | ----- | ----- | ----- | ------- |
| ۱۰ ژوئیه | روسیه               | ۳–۰   | یوگسلاوی            | ۲۵–۲۳ | ۲۵–۲۰ | ۲۵–۲۲ | -     | -     | ۷۵–۶۵   |
| ۱۰ ژوئیه | ایتالیا             | ۳–۱   | ایالات متحده آمریکا | ۲۵–۱۹ | ۲۰–۲۵ | ۲۵–۲۰ | ۲۵–۲۳ | -     | ۹۵–۸۷   |
| ۱۰ ژوئیه | برزیل               | ۳–۰   | هلند                | ۲۵–۲۱ | ۲۵–۲۳ | ۲۵–۲۱ | -     | -     | ۷۵–۶۵   |
| ۱۱ ژوئیه | ایتالیا             | ۳–۲   | روسیه               | ۲۶–۲۴ | ۱۹–۲۵ | ۲۵–۲۲ | ۱۳–۲۵ | ۱۷–۱۵ | ۱۰۰–۱۱۱ |
| ۱۱ ژوئیه | ایالات متحده آمریکا | ۳–۲   | برزیل               | ۲۲–۲۵ | ۱۹–۲۵ | ۲۵–۲۳ | ۲۵–۲۳ | ۱۵–۱۱ | ۱۰۶–۱۰۷ |
| ۱۱ ژوئیه | یوگسلاوی            | ۳–۱   | هلند                | ۲۵–۱۹ | ۱۵–۲۵ | ۲۵–۲۰ | ۲۵–۱۳ | -     | ۹۰–۷۷   |
| ۱۲ ژوئیه | یوگسلاوی            | ۳–۱   | ایالات متحده آمریکا | ۲۵–۱۵ | ۱۹–۲۵ | ۳۶–۳۴ | ۲۵–۱۴ | -     | ۱۰۵–۸۸  |
| ۱۲ ژوئیه | ایتالیا             | ۳–۰   | برزیل               | ۲۵–۱۹ | ۲۵–۲۱ | ۲۶–۲۴ | -     | -     | ۷۶–۶۴   |
| ۱۲ ژوئیه | روسیه               | ۳–۰   | هلند                | ۲۵–۱۶ | ۲۵–۱۷ | ۲۶–۲۴ | -     | -     | ۷۶–۵۷   |
| ۱۴ ژوئیه | یوگسلاوی            | ۳–۰   | برزیل               | ۲۵–۲۱ | ۳۰–۲۸ | ۲۵–۱۶ | -     | -     | ۸۰–۶۵   |
| ۱۴ ژوئیه | روسیه               | ۳–۱   | ایالات متحده آمریکا | ۲۵–۲۲ | ۲۳–۲۵ | ۲۵–۲۰ | ۲۵–۲۱ | -     | ۹۸–۸۸   |
| ۱۴ ژوئیه | هلند                | ۳–۱   | ایتالیا             | ۲۵–۲۳ | ۲۵–۲۷ | ۲۵–۱۹ | ۲۵–۲۲ | -     | ۱۰۰–۹۱  |
| ۱۵ ژوئیه | ایتالیا             | ۳–۲   | یوگسلاوی            | ۱۶–۲۵ | ۲۵–۱۵ | ۱۷–۲۵ | ۲۵–۲۳ | ۱۵–۱۲ | ۹۸–۱۰۰  |
| ۱۵ ژوئیه | برزیل               | ۳–۲   | روسیه               | ۲۵–۲۲ | ۲۰–۲۵ | ۲۵–۱۱ | ۱۸–۲۵ | ۱۵–۱۱ | ۱۰۳–۹۴  |
| ۱۵ ژوئیه | هلند                | ۳–۲   | ایالات متحده آمریکا | ۲۵–۱۹ | ۱۹–۲۵ | ۲۵–۱۸ | ۲۶–۲۸ | ۱۵–۱۳ | ۱۱۰–۱۰۳ |

### بازی مکان سوم
| تاریخ    |          | نتیجه |       | ست ۱  | ست ۲  | ست ۳  | ست ۴ | ست ۵ | مجموع |
| -------- | -------- | ----- | ----- | ----- | ----- | ----- | ---- | ---- | ----- |
| ۱۶ ژوئیه | یوگسلاوی | ۰–۳   | برزیل | ۱۹–۲۵ | ۲۱–۲۵ | ۲۱–۲۵ | -    | -    | ۶۱–۷۵ |

### نهایی
| تاریخ    |         | نتیجه |       | ست ۱  | ست ۲  | ست ۳  | ست ۴  | ست ۵  | مجموع   |
| -------- | ------- | ----- | ----- | ----- | ----- | ----- | ----- | ----- | ------- |
| ۱۶ ژوئیه | ایتالیا | ۳–۲   | روسیه | ۲۵–۲۲ | ۱۸–۲۵ | ۲۰–۲۵ | ۲۵–۲۱ | ۱۵–۱۳ | ۱۰۳–۱۰۶ |

## رده‌بندی نهایی
| رتبه | تیم                 |
| ---- | ------------------- |
| 1    | ایتالیا             |
| 2    | روسیه               |
| 3    | برزیل               |
| ۴    | یوگسلاوی            |
| ۵    | هلند                |
| ۶    | ایالات متحده آمریکا |
| ۷    | فرانسه              |
| ۸    | کوبا                |
| ۹    | لهستان              |
| ۱۰   | آرژانتین            |
| ۱۱   | اسپانیا             |
| ۱۲   | کانادا              |

| قهرمان لیگ جهانی ۲۰۰۰    |
| ------------------------ |
| · ایتالیا · هشتمین عنوان |

## جوایز
- باارزش‌ترین بازیکن
  -  آندره‌آ سارتورتی
- بهترین سرویس زننده
  -  گوران ویویچ
- بهترین اسپک زننده
  -  خودو خورتزن
- بهترین دفاع کننده
  -  مارتین فن در هورست